# Park Dębnicki w Krakowie
Park Dębnicki w Krakowie – park położony przy ulicy Praskiej w Krakowie. Zajmuje powierzchnię 4,82 ha; zaprojektowany został przez pracowników Instytutu Architektury Krajobrazu Politechniki Krakowskiej. Park składa się z dwóch części przedzielonych terenem przemysłowym. Na tyłach parku znajduje się neorenesansowy pałac Lasockich – rodziny, która około sto lat temu przekazała Krakowowi teren pod budowę parku. W dwudziestoleciu międzywojennym na terenie parku znajdował się zakład dla ubogich chłopców prowadzony przez braci Albertynów.

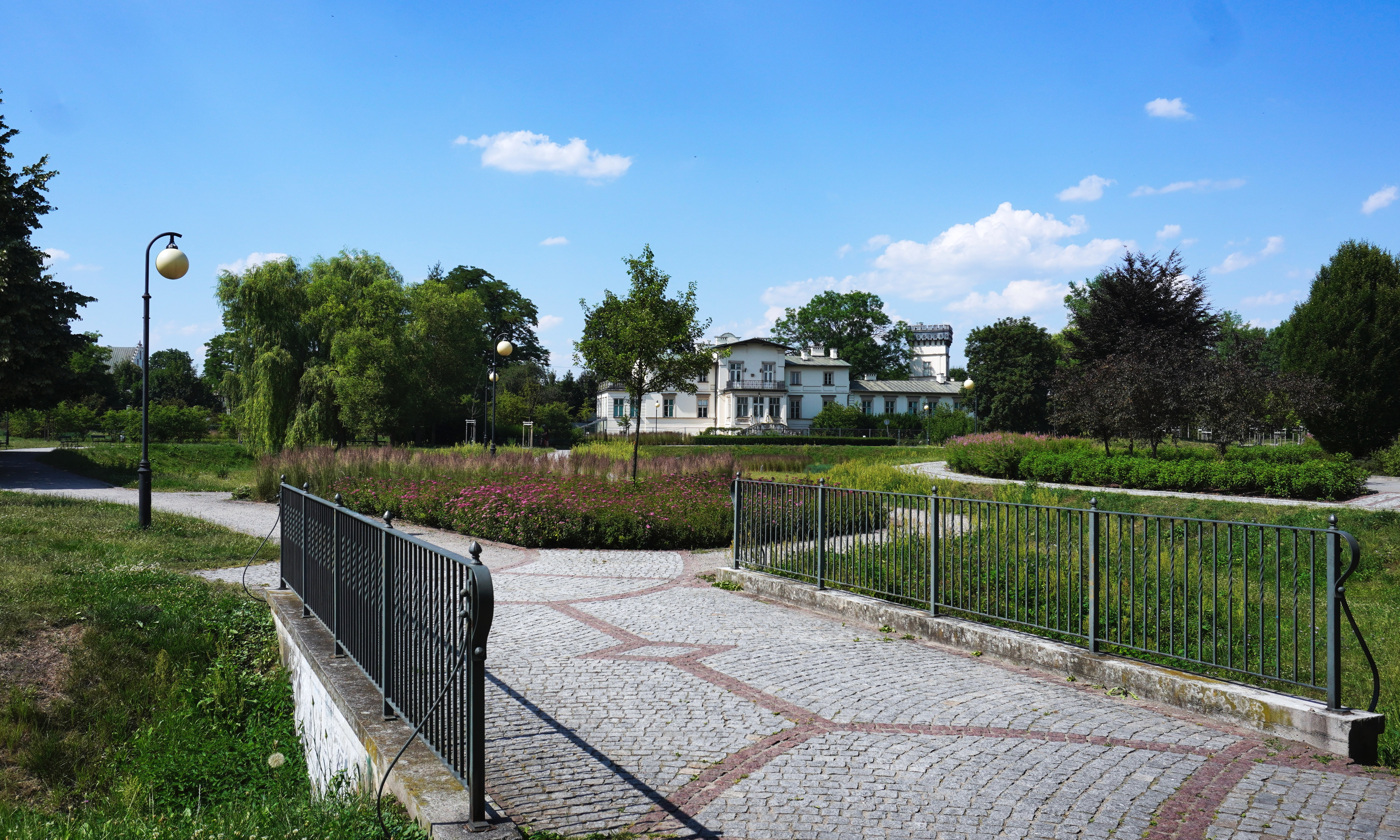
Ogólny widok, Pałac Lasockich
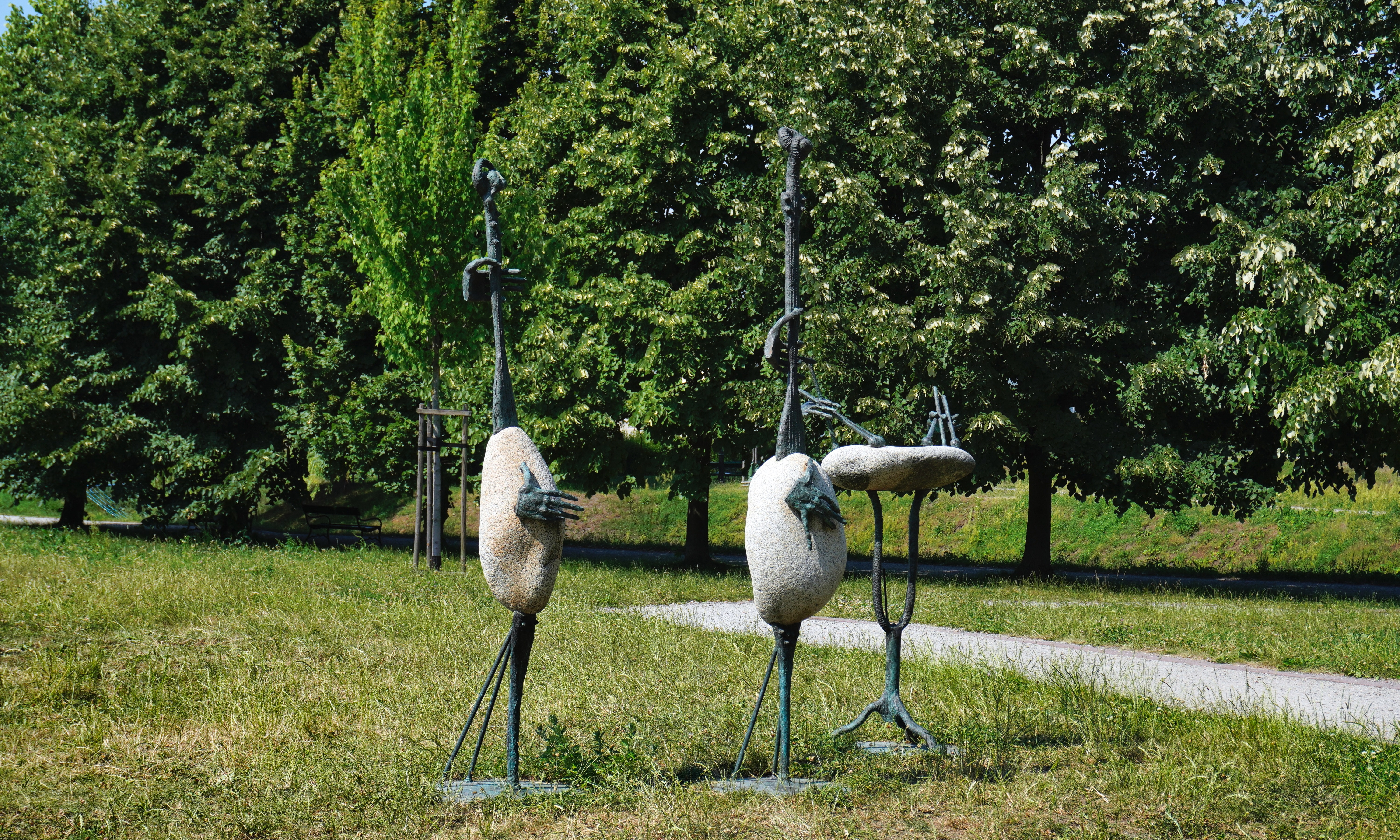
Rzeźba „Skalne nuty” (kamień i brąz) Bronisław Chromy, 2003
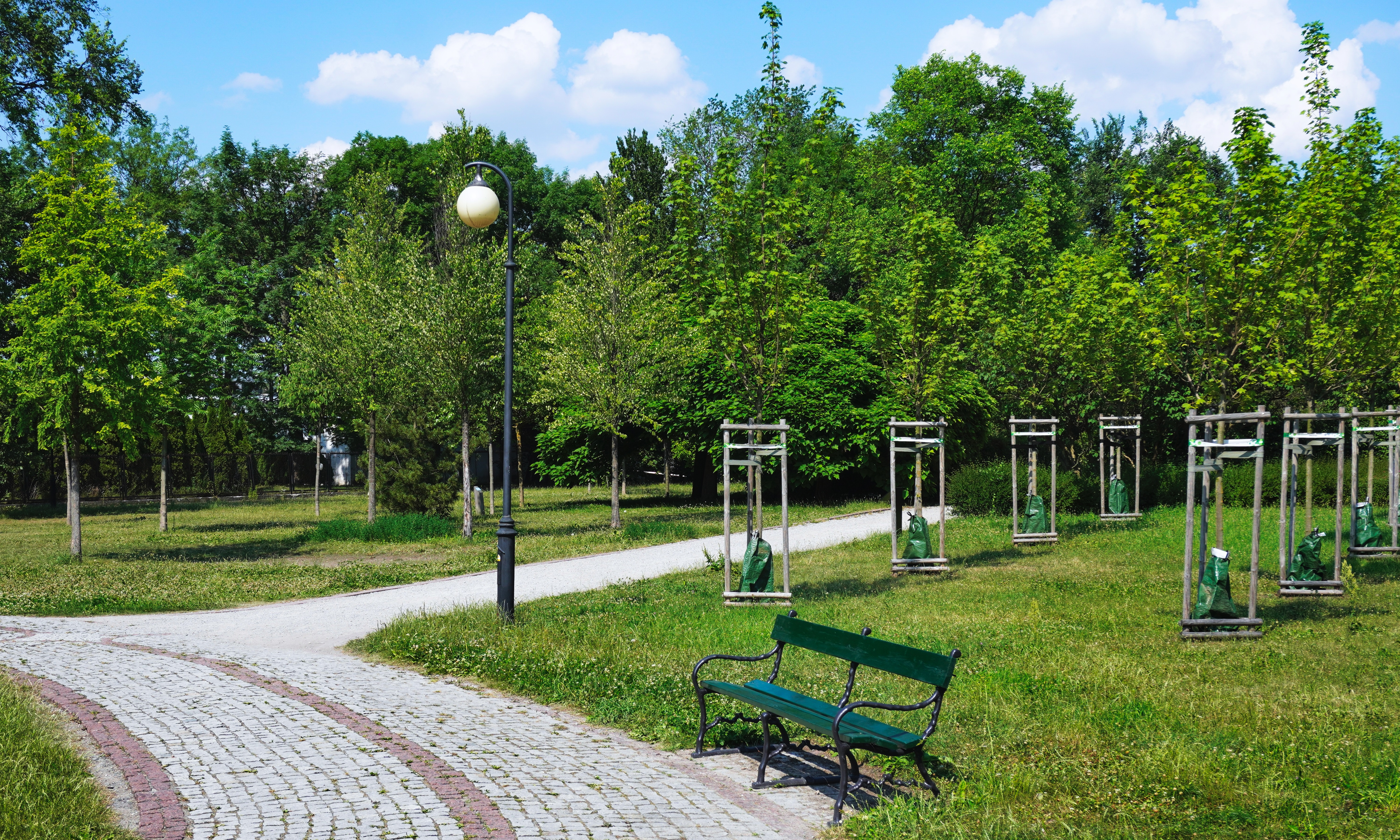
Ogólny widok, alejka w parku